# 劉體觀
劉體觀（1491年—？年），字行中，江西吉安府庐陵县人，明朝政治人物。

## 生平
治《易經》，行四，嘉靖元年（1522年）江西鄉試第四十九名舉人，嘉靖二年（1523年）癸未科會試第三十七名，第三甲第二百十九名進士。官常州府推官。

## 家族
曾祖刘丕谟。祖父刘五伦。父刘经。母曾氏。具庆下。兄體震、體坎、體艮。